# Sundern (Sauerland)
Sundern (Sauerland) ist eine Stadt in Nordrhein-Westfalen und gehört zum Hochsauerlandkreis.

## Geografie

### Geografische Lage
Das Gebiet Sunderns liegt an der nördlichen Abdachung des rechtsrheinischen Schiefergebirges. Durch das Stadtgebiet fließen unter anderem die Flüsse Röhr und Sorpe. Im Westen von Sundern befindet sich das Erholungsgebiet um den Sorpesee. Die Stadt wird von meistens über 500 Meter hohen Bergen umrahmt. Im Süden findet sich als höchste Erhebung der 648 m hohe Schomberg. Ein Großteil des Stadtgebietes liegt im Naturpark Sauerland-Rothaargebirge.

### Nachbargemeinden
Im Norden von Sundern liegt die Stadt Arnsberg, im Nordosten grenzt Sundern an die Stadt Meschede, südöstlich liegt die Gemeinde Eslohe. Südlich grenzt die Gemeinde Finnentrop (Kreis Olpe) an. Im Südwesten grenzt Sundern an die Stadt Plettenberg und im Westen an die Stadt Balve sowie an die Stadt Neuenrade.

### Stadtgliederung
| - Allendorf (1565 Einwohner) - Altenhellefeld (457 Einwohner) - Amecke (1786 Einwohner) - Endorf mit den Nebendörfern Endorferhütte, Recklinghausen, Brenschede, Kloster Brunnen, Röhrenspring, Bönkhausen, und Gehren (1858 Einwohner) - Enkhausen mit den Nebendörfern Estinghausen und Tiefenhagen (845 Einwohner) - Hachen (2938 Einwohner) - Hagen/Wildewiese (920 Einwohner) | - Hellefeld/Herblinghausen (800 Einwohner) - Hövel (588 Einwohner) - Langscheid (2927 Einwohner) - Linnepe/Linneperhütte (474 Einwohner) - Meinkenbracht (225 Einwohner) - Stemel (1025 Einwohner) - Stockum mit den Nebendörfern Dörnholthausen und Seidfeld (2137 Einwohner) - Sundern (13.015 Einwohner) - Westenfeld (1039 Einwohner) |

Panorama von Sundern – Blick vom Gräfenberg

## Geschichte
Einige Ortsteile der heutigen Stadt Sundern wurden im Zusammenhang mit dem Aufbau der Kirchenorganisation durch das Erzbistum Köln erstmals erwähnt. So gab es in Endorf einen bedeutenden, zu Beginn des 10. Jahrhunderts gegründeten und dem Stift Meschede gehörenden Hofverband. Auch die Arnsberger Grafen hatten etwa in Seidfeld, Amecke oder Hennighausen erhebliche Besitzungen, die 1165 erstmals erwähnt wurden. In der Phase des Landesausbaus der Grafschaft Arnsberg wurden die Freiheiten Stockum (976), Hagen (1296), Sundern (vor 1310) und Langscheid (1307) gegründet. Nach dem Übergang der Grafschaft an das kurkölnische Herzogtum Westfalen erhielt Allendorf (1407) sogar Stadtrechte. Während die Orte Allendorf, Sundern, Hagen, Hachen und Langscheid bei den Landtagen des Herzogtums Mitglied der Städtekurie waren, waren aus dem Gebiet Sundern die Freiherrn von Wrede (Amecke) und von Plettenberg (Stockum) in der Ritterkurie vertreten.
Im Mittelalter erhob Sundern den Anspruch auf Zugehörigkeit zur Hanse, der allerdings stets umstritten blieb. In der frühen Neuzeit war das Gebiet der heutigen Stadt Sundern ein Zentrum des Bergbaus und der Eisenverhüttung. Überreste der frühen Bergbauindustrie finden sich noch in der sog. Hermannszeche im Stadtteil Allendorf und ehemaligen Bleibergwerk „Churfürst Ernst“ in Bönkhausen. Mit der Industrialisierung brachen diese Einkommensquellen weitgehend zusammen. In Teilen des heutigen Stadtgebiets kam es zur Reagrarisierung und zu starken Abwanderungsbewegungen. In den letzten Jahrzehnten des 19. Jahrhunderts begann ein neuer wirtschaftlicher Aufschwung, gestützt auf die metallindustrielle Fertigwarenproduktion. Dabei spielte die Wasserkraft an den Flüssen eine wichtige Rolle. Vor allem mit dem Bau der Kleinbahn Neheim-Hüsten–Sundern, auch als Röhrtalbahn bekannt, gab es einen Schub für die Industrie. 1902 begann der Unternehmer Josef Blome mit einem Wasserkraftwerk an der Röhre zudem Strom zu erzeugen.

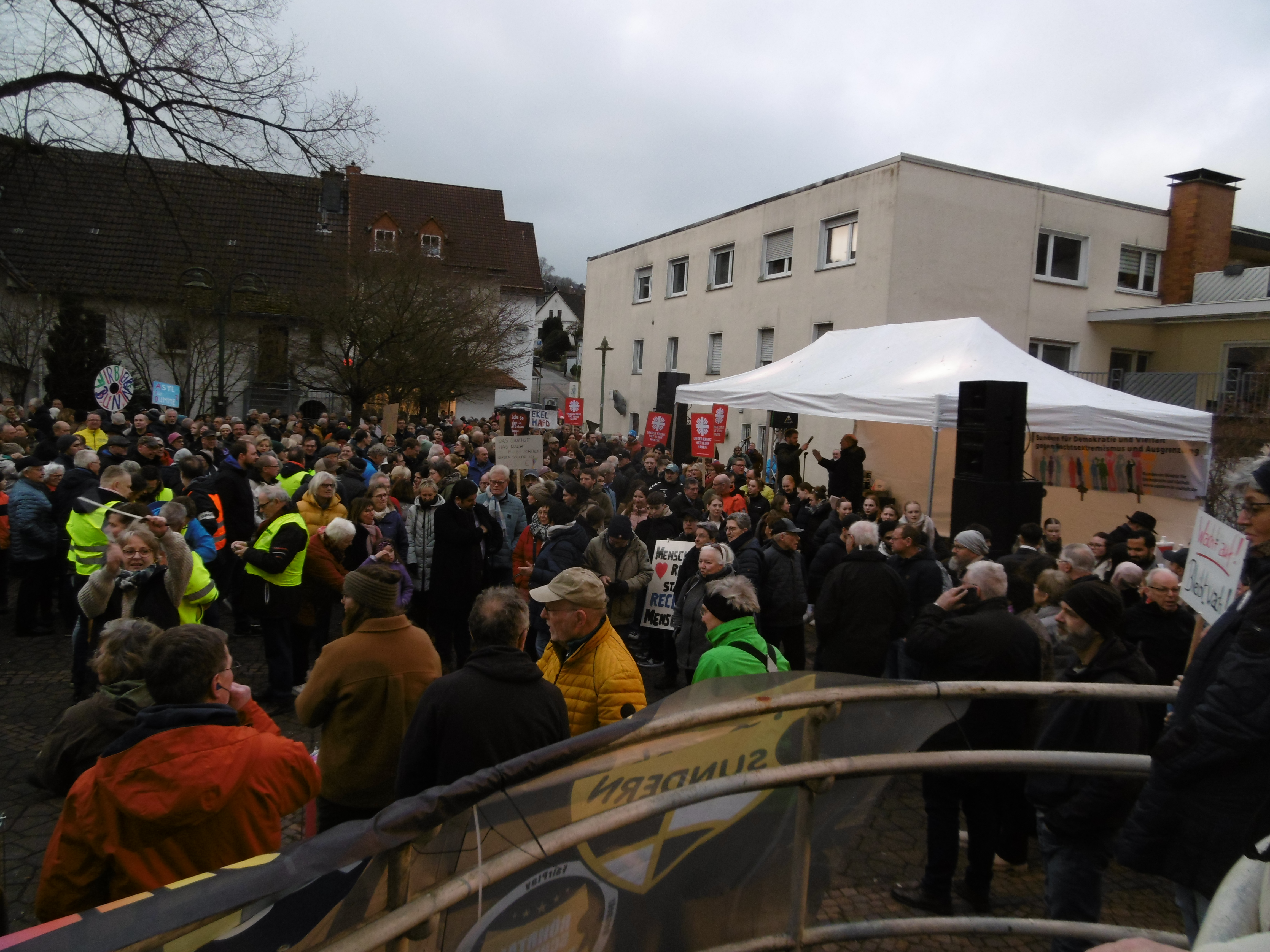
Demonstration mit etwa 1.300 Menschen „Für Demokratie und Vielfalt - gegen Rechtsextremismus und Ausgrenzung“ am 2. Februar 2024

Der Rat der Stadt Sundern sprach am 15. September 2011 einstimmig eine sozialethische Rehabilitation für die Opfer der Hexenprozesse aus.
Am 13. bzw. 14. Juli 2021 wurde das Stadtgebiet von Sundern vom Hochwasser getroffen. Keller liefen vielfach voll Wasser. Auf Straßen lag Schlamm, Geröll und Unrat. Die Fußgängerzone verwandelte sich in einen Fluss, in dem die Autos bis zum Motorraum im Wasser standen. In den Läden der Fußgängerzone stand das Wasser einen halben Meter hoch. Zudem kam es zu drei Kellerbränden im Stadtgebiet nach Kurzschlüssen. In Hachen kam es zu einem Leck an der Hauptgasleitung. Es gab am 14. Juli 250 Notrufe im Stadtgebiet. Feuerwehreinheiten aus Sundern, Olsberg und Medebach, THW-Einsatzgruppen aus Arnsberg, Gütersloh und Paderborn, das DRK aus Neheim-Hüsten und Sundern für die Verpflegung, Sunderns Technische Dienste, die Firmen Hilgenroth (Tiefbaufirma), Westnetz (Eon) und Thyssen Gas waren neben vielen freiwilligen Helfern im Hilfseinsatz.
Am 3. Februar 2024 fand auf dem Franz-Josef-Tigges-Platz eine Demonstration im Zuge der Proteste gegen Rechtsextremismus in Deutschland mit etwa 1.300 Menschen vom „Sunderner Bündnis für Demokratie und Vielfalt“ unter dem Motto „Für Demokratie und Vielfalt – gegen Rechtsextremismus und Ausgrenzung“ statt.

### Religionen
2015 wurde in Sundern vom Islamischen Kulturverein Sundern eine Moschee eröffnet.

### Eingemeindungen
Die Stadt Sundern entstand am 1. Januar 1975 durch den Zusammenschluss der bisher selbstständigen Gemeinden Allendorf (Sauerland), Altenhellefeld, Amecke (Sorpesee), Endorf, Enkhausen, Estinghausen, Hachen, Hagen, Hellefeld, Herblinghausen, Hövel, Langscheid (Sorpesee), Linnepe, Meinkenbracht, Stemel, Stockum, Sundern (Sauerland), Westenfeld und Wildewiese. Rechtsgrundlage war damals das sogenannte Sauerland/Paderborn-Gesetz, 1. Abschnitt, § 6.

### Entwicklung der Einwohnerzahl

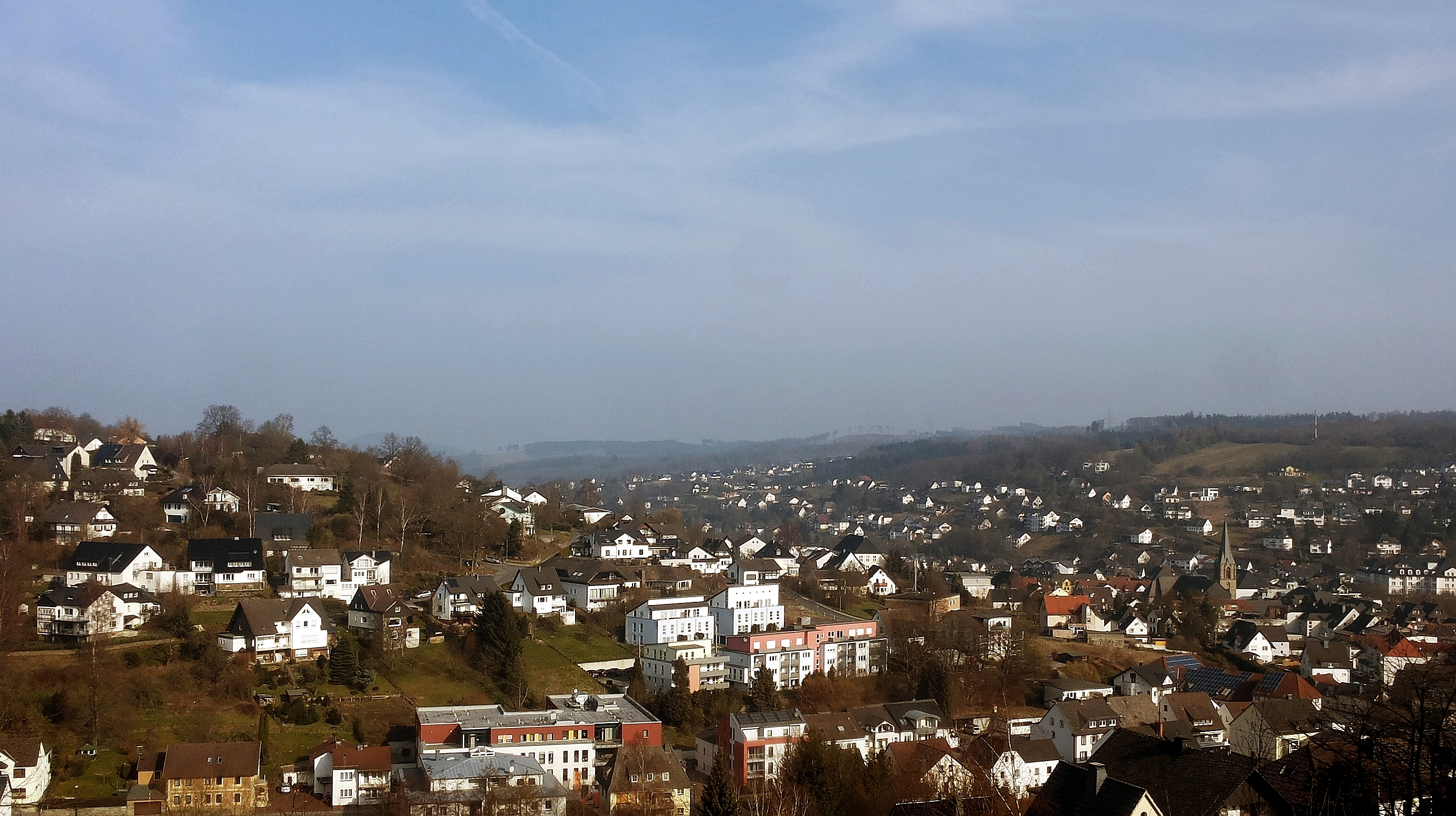
Blick auf Sundern

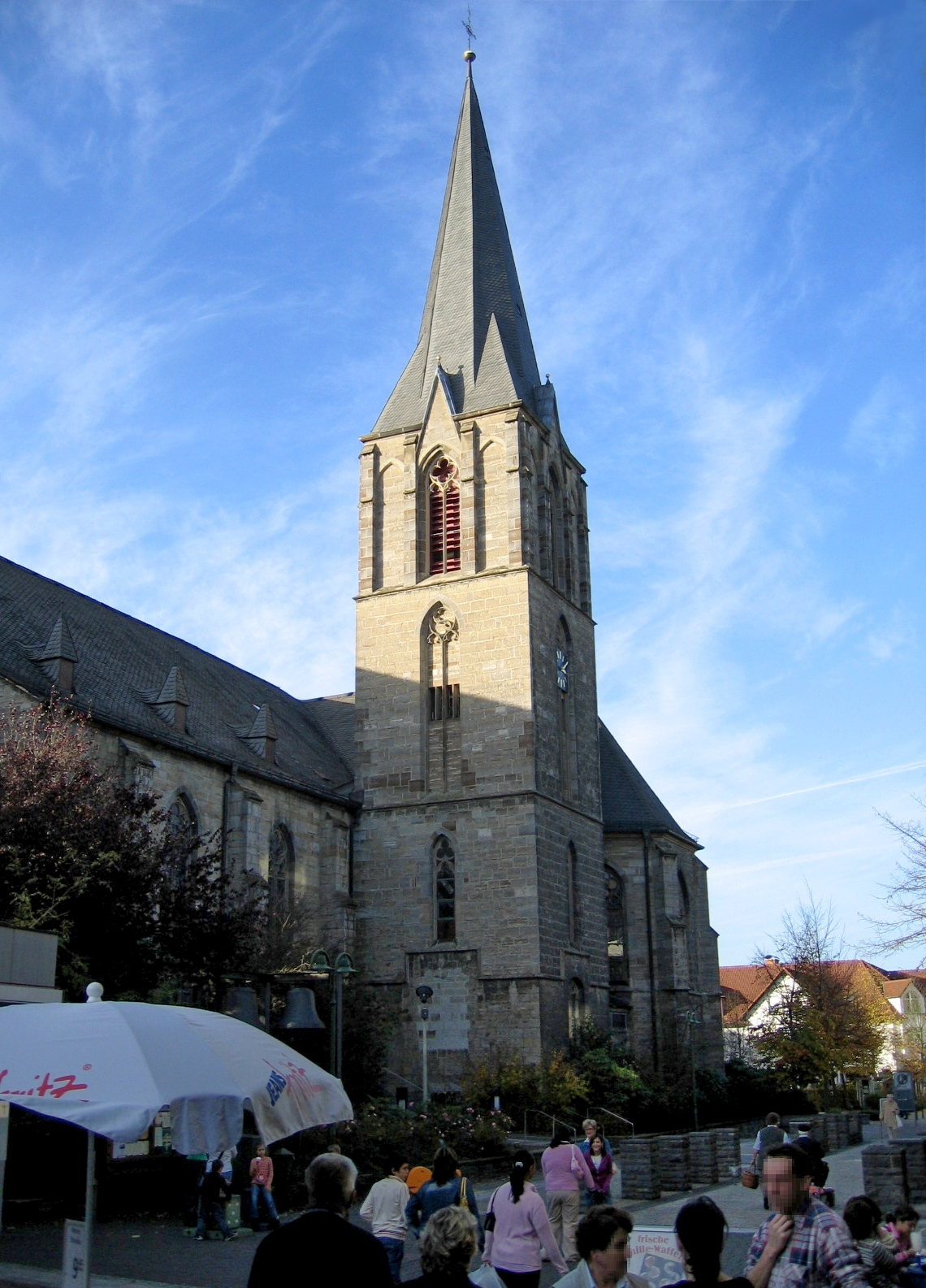
Katholische Pfarrkirche St. Johannes (2005)

Einwohnerzahlen (Gemeinde Sundern, ohne Eingemeindungen) 1858–1974
| - 1858: 0.0955 - 1871: 01.088 - 1885: 01.154 - 1895: 01.336 - 1905: 01.678 - 1925: 02.758 | - 1933: 03.851 - 1939: 04.284 - 1961: 07.398 - 1970: 09.525 - 1974: 10.067 |

Einwohnerzahlen (1987: 25. Mai, ab 1995 jeweils zum 31. Dezember):
| - 1987: 25.824 - 1995: 29.368 - 1997: 29.766 - 1998: 29.901 - 1999: 29.970 - 2000: 29.867 - 2001: 29.864 - 2002: 29.769 | - 2003: 29.680 - 2004: 29.436 - 2005: 29.543 - 2008: 29.061 - 2009: 28.884 - 2010: 28.730 - 2011: 28.397 - 2012: 28.165 |  |  | - 2014: 27.963 - 2015: 28.166 - 2022: 27.741 |

## Politik

### Stadtrat
Aus der Kommunalwahl ergibt sich folgende Sitzverteilung im Stadtrat:
| Partei / Liste     | Sitze | Sitze |
| Partei / Liste     | 2020  | 2014  |
| ------------------ | ----- | ----- |
| CDU                | 17    | 16    |
| SPD                | 7     | 9     |
| FDP                | 4     | 4     |
| Grüne              | 6     | 3     |
| Linke              | –     | 1     |
| Wir sind Sundern   | 3     | 3     |
| Bürger für Sundern | 3     | 3     |
| Fraktionslos       | 0     | 2     |

### Stadtdirektoren
Nach dem Zweiten Weltkrieg gab es in Nordrhein-Westfalen gemäß der Norddeutschen Ratsverfassung einen hauptamtlichen Stadtdirektor als Chef der Verwaltung sowie einen ehrenamtlichen Bürgermeister. Von 1994 bis spätestens zu den Kommunalwahlen 1999 wurde diese Doppelspitze in ganz Nordrhein-Westfalen abgeschafft und die Funktion des Stadtdirektors mit der des Bürgermeisters zusammengeführt. In Sundern wurde dies mit der neuen Gemeindeordnung zu den Kommunalwahlen 1999 umgesetzt. Seitdem gibt es in Sundern einen direkt gewählten Bürgermeister.
- 1975–1994 Hermann Willeke (* 19. Oktober 1929; † 27. September 2017)
- 1994–1999 Friedhelm Wolf (* 6. Juli 1946)

### Bürgermeister
- 1969–1975 Elmar Brands (* 2. Februar 1929; † 1. September 1975)
- 1975–1999 Franz Josef Tigges (* 14. April 1933; † 4. April 2001)
- 1999–2009 Friedhelm Wolf (* 6. Juli 1946), hauptamtlicher Bürgermeister der Stadt (CDU)
- 2009–2015 Detlef Lins (CDU)
- 2015–2020 Ralph Brodel (SPD, Grüne, Linke, FDP, WISU)
- seit 2020 Klaus-Rainer Willeke[12]

### Städtepartnerschaften
- Schirgiswalde in Sachsen, seit 1990
- Benet in Frankreich, seit 1977
- Torfou (Maine-et-Loire) in Frankreich, seit 1990 mit dem Ortsteil Hachen
- Calopezzati in Kalabrien (Italien)[13], seit 2009

### Wappen
Blasonierung:

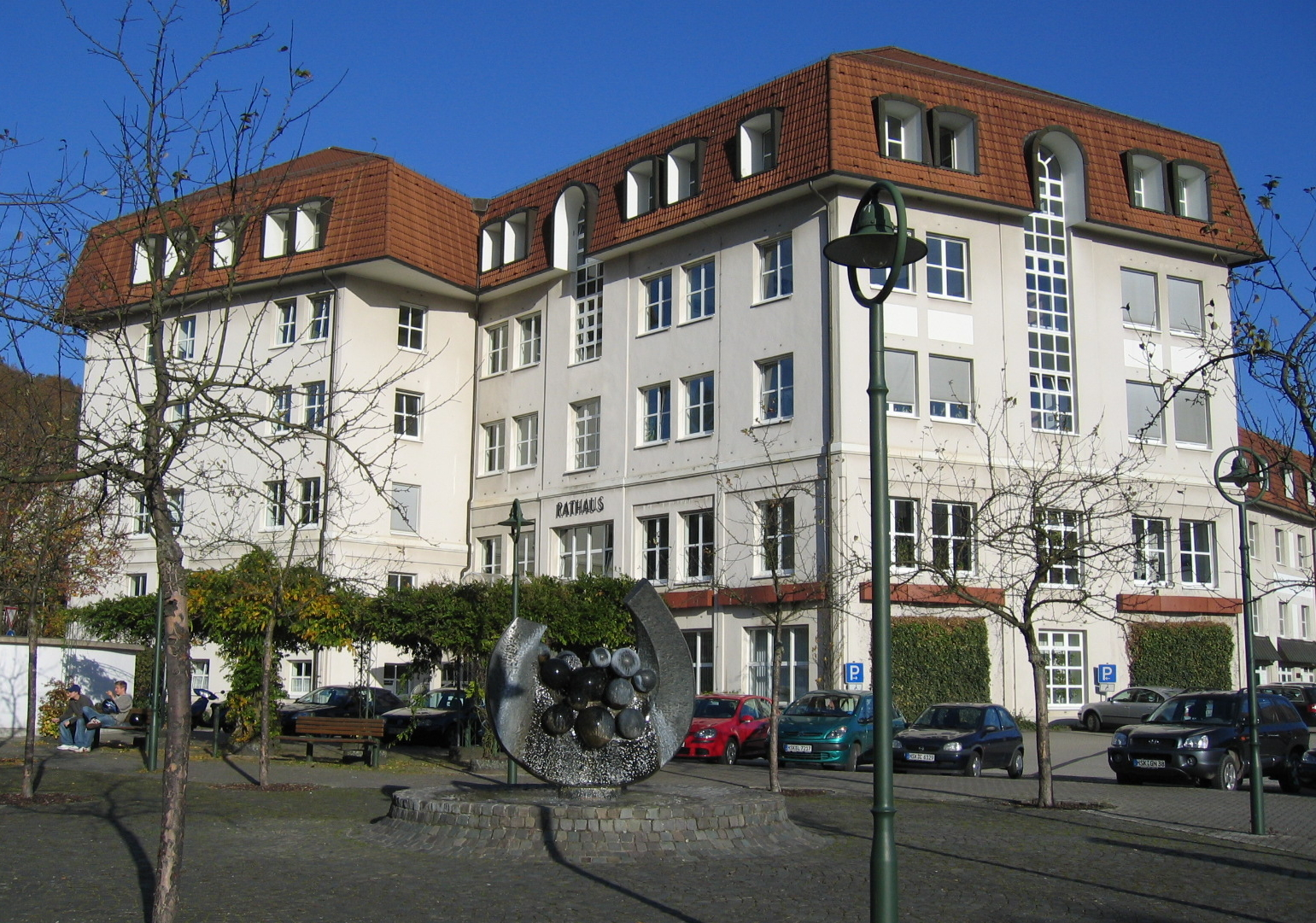
Rathaus der Stadt Sundern

In silber ein wachsender golden nimbierter Johannes Evangelist in blauem Gewand und mit goldenen Haaren, in der Rechten einen goldenen Kelch haltend, über dem eine blaue Schlange schwebt.
Beschreibung:
Nach der kommunalen Neugliederung entschied der Stadtrat, ein neues Wappen einzuführen. Es wurde das in der Arnsberger Wappensammlung gezeichnete und bis 1956 ohne amtliche Genehmigung geführte Wappen beschlossen. Der Evangelist Johannes mit den Attributen Kelch und Schlange ist der Schutzpatron von Sundern und Patron der Pfarrkirche. Die amtliche Genehmigung erfolgte am 26. Juni 1978.

## Kultur und Sehenswürdigkeiten

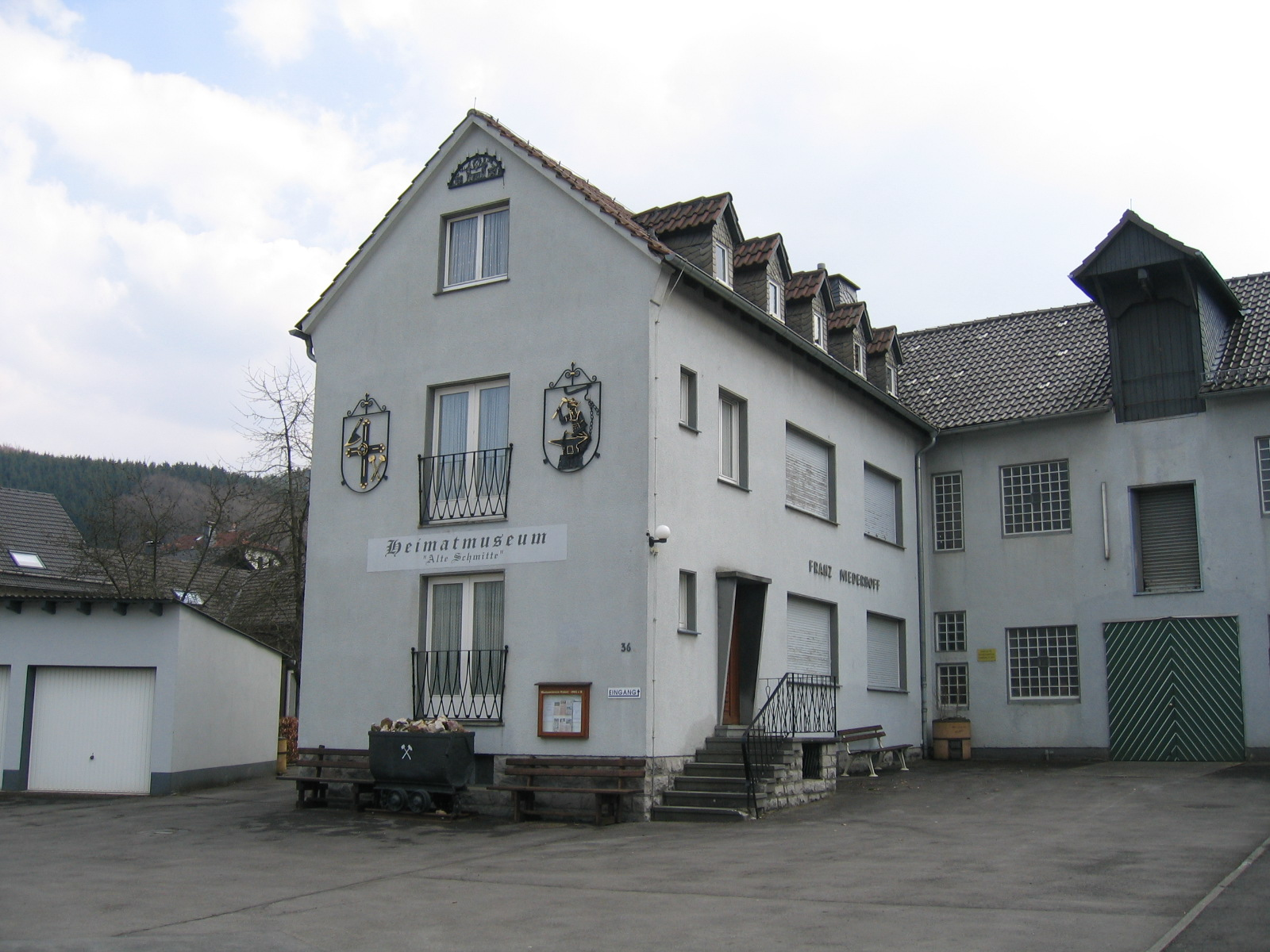
Heimatmuseum „Alte Schmitte“ in Endorf

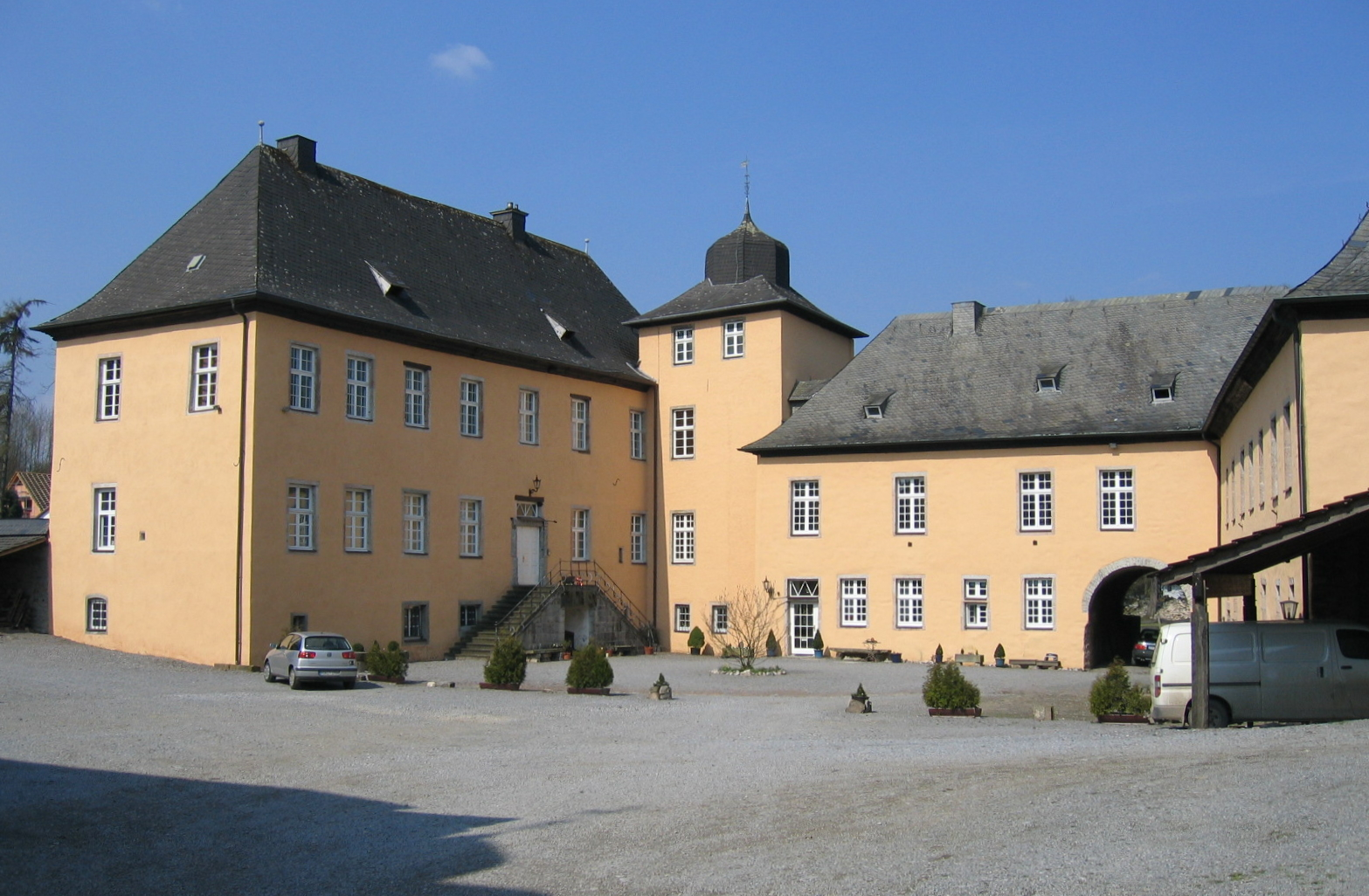
Ehemaliges Schloss Amecke der Freiherren von Wrede-Amecke (Privatbesitz)

### Museen
- In der Kernstadt befindet sich das Heimatmuseum „Alte Kornbrennerei“.
- Das Heinrich-Lübke-Haus liegt im Ortsteil Enkhausen.
- In Endorf ist das Heimat- und Jagdmuseum „Alte Schmitte“ zu Hause. Unter anderem befindet sich dort ein kleines Besucherbergwerk und der wissenschaftliche Nachlass der aus Endorf stammenden Volkskundlerin Maria Rörig.
- Im Ortsteil Hagen befindet sich ein kleines Bergbaumuseum. Ebenfalls können dort Stollenführungen gebucht werden.

### Bauwerke
Etwa fünf Kilometer südöstlich des Ortsteiles Endorf liegt mitten im Wald das Mitte des 19. Jahrhunderts aufgegebene Kloster Brunnen mit einer sehenswerten kleinen Kirche und einer als heilkräftig angesehenen Quelle. Der Stifter des Klosters war der Kölner Kurfürst Clemens August. Berühmt ist vor allem die Orgel aus der Mitte des 18. Jahrhunderts, die heute noch zu Konzerten erklingt. In der Kirche findet sonntags ein Gottesdienst statt, der vor allem Menschen aus den umliegenden Orten der Stadt Sundern und der Gemeinde Eslohe anzieht. Das Klostergebäude selbst wird heute von der Katholischen Jungen Gemeinde benutzt. Bis in die 1960er Jahre befand sich hier eine einklassige Volksschule, eine so genannte „Zwergschule“, mit den Klassen 1 bis 8, die alle gemeinsam von einem einzigen Lehrer unterrichtet wurden. Besucht wurde sie von Schülern aus Brenschede und Röhrenspring. Beide Orte gehörten zur früheren politischen Gemeinde Endorf.
Die katholische Pfarrkirche St. Johannes ist ein neugotisches Gebäude.
Zwischen Linnepe und Endorf befinden sich am Dümberg (576 m) die Reste einer Wallburg aus dem 10. Jahrhundert, der Güllene Ring.
In Endorf befindet sich außerdem der Strackenhof, das vermutlich älteste noch erhaltene Steinhaus im gesamten kurkölnischen Sauerland. Das Gebäude drohte abgerissen zu werden. Eine Interessengemeinschaft gründete sich und konnte den Abriss verhindern. Mit Fördergeldern, unter anderem aus einem Sonderprogramm des Bundes für Baudenkmäler, wurde 2009 mit der Restaurierung des Gebäudes begonnen. Am 12. September 2010, dem Tag des offenen Denkmals, konnten Teile des Strackenhofes besichtigt werden.
Wahrzeichen von Stockum ist der schiefe Kirchturm der katholischen Pfarrkirche St. Pankratius aus dem 11. Jahrhundert mit dem romanischen Kreuz sowie dem romanischen Taufstein aus dem 12. Jahrhundert.
Die Burg Hachen ist die Ruine einer Höhenburg, die um 1000 auf einer Berghöhe im Stadtteil Hachen erbaut wurde.
Bemerkenswert ist auch die barocke Kirche des Stadtteils Allendorf (etwa 1725), mit einer Orgel aus dem späten 18. Jahrhundert. Im Turmgeschoss spätgotisches Sakramentshaus. Monumentaler, grünmarmorierter Hochaltar (etwa 1750)
Auf dem Schomberg in Wildewiese wurde 2005/2006 ein 60 Meter hoher Mobilfunkturm errichtet, der in 30 Metern Höhe über eine Aussichtsplattform verfügt, die eine umfassende Rundsicht über nahezu das ganze Sauerland bietet.

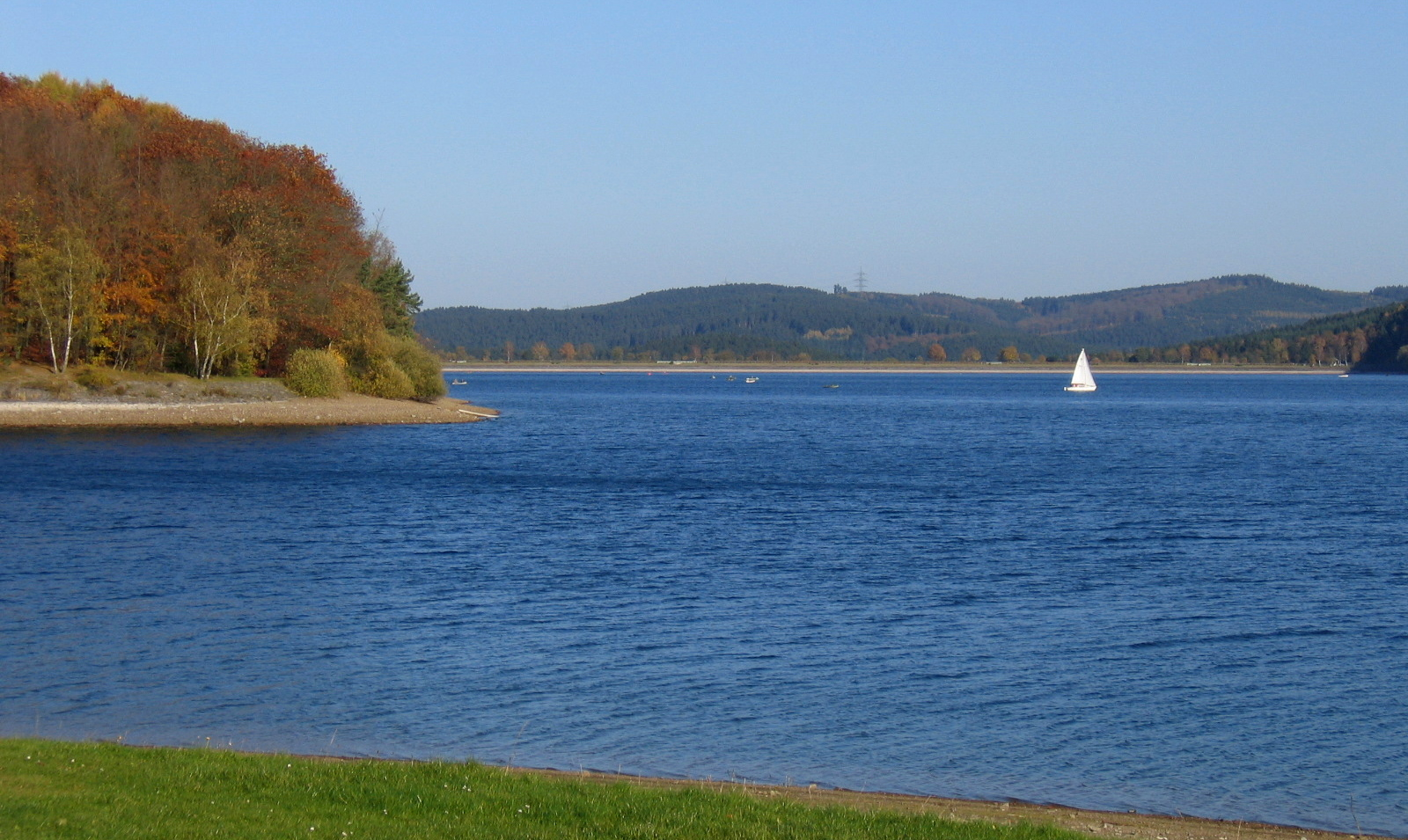
Blick auf den Sorpesee

### Naturdenkmäler
- Der Sorpesee, einer der schönsten Stauseen des Sauerlandes, ist eigentlich kein Naturdenkmal, sondern ein Artefakt oder Landschaftsbauwerk.
- Naturdenkmal Korallenkalk-Aufschluß nördlich Endorfer Mühle

### Naturschutzgebiete
Für das Stadtgebiet mit Ausnahme der Siedlungsgebiete und vorgesehener Baugebiete wurde erstmals 1993 ein Landschaftsplan Sundern vom Kreistag des Hochsauerlandkreises beschlossen. 2019 erlangte dann die Neuaufstellung des Landschaftsplanes Sundern Rechtskraft. 1993 wies man 46 Naturschutzgebiete mit 203 ha Flächengröße aus. Bei der Neuaufstellung wurden 64 NSG ausgewiesen und zahlreiche NSG vergrößert. Dadurch vergrößerte sich die Fläche der NSG 2019 auf 928 ha. Die gewaltige Zunahme lag insbesondere an erstmal ausgewiesen großflächigen Wald-NSG. 1993 war das größte Wald-NSG das Naturschutzgebiet Niederwald Recklinghausen mit 25,2 ha, 2019 war es das Naturschutzgebiet Langscheider Mark mit 148,1 ha. Sieben der 1993 ausgewiesenen NSG entfielen im neuen LP.

## Wirtschaft
Die Verarbeitung von Eisen im Hammer obig Sondern (obig Sondern = oberhalb Sunderns) lässt sich bis zur Gründung des Hammerwerks im Jahr 1768 zurückverfolgen. 1850 wurde dieses Hammerwerk zu einer Papierfabrik umgebaut. Neben Land- und Forstwirtschaft war Bergbau und Verhüttung vom Mittelalter bis Ende des 19. Jahrhunderts im Gebiet der heutigen Stadt Sundern ein wichtiger Wirtschaftszweig.
Die gewerbliche Struktur der Stadt setzt sich aus kleinen und mittelständischen Unternehmen zusammen. Es überwiegt die metallverarbeitende Industrie, die Herstellung von Leuchten sowie die Produktion von Papier und Kartonagen. Die Firma Severin (Produktion von Elektro-, Haus- und Küchengeräten) zählt zu den größten ortsansässigen Unternehmen. Die Miteigentümer der Firma Severin, Severin und Rudolf Schulte, waren außerdem mit etwa 9 % Anteilseigner der Fluggesellschaft Air Berlin; bis zu deren Börsengang im Mai 2006 besaßen sie sogar 25 % der Firma. Die Firma Lübke & Vogt produziert technische Formteile aus Kautschuk-Elastomeren und ist mit ca. 320 Mitarbeitern (Stand 2019) einer der größten Arbeitgeber. Lübke & Vogt ist Weltmarktführer für kleine technische Gummiformartikel in großen Serien für alle industriellen Anwendungsbereiche und ein sogenannter Hidden Champion. Weitere bedeutende Unternehmen sind Tillmann Profil, ein Hersteller kaltgewalzter Profile, der zur Tillmann-Gruppe gehört, die Wellpappenfabrik Tillmann, die Haushaltswarenfabrik Schulte-Ufer, Fahrrad-Zubehör-Hersteller SKS Germany und die Franz Miederhoff GmbH & Co. KG als Hersteller von Befestigungs- und Verbindungstechnik für technische Textilien. Die Firma Capristo Automotive stellt Sportabgasanlagen für Sportwagen her.
Der produzierende Sektor konzentriert sich im Wesentlichen entlang der Röhr zwischen den Stadtteilen Sundern, Stemel und Hachen. War der produzierende Bereich mit früher 70 Prozent Anteil an der Gewerbestruktur überrepräsentiert, nahm in den letzten Jahren die Bedeutung von Handel und Dienstleistungen deutlich zu. Erhebliche Bedeutung hat zudem der Tourismus insbesondere rund um den Sorpesee.

## Verkehr

### Straße
Sundern wird vor allem von Land-, Kreis- und Ortsstraßen erschlossen. Bundesstraßen verlaufen über das Stadtgebiet. Eine direkte Anbindung an eine Bundesautobahn besteht nicht.

### Schiene
Eine Schienenanbindung besteht über die Strecke nach Neheim-Hüsten mit Überleitung zur Oberen Ruhrtalbahn. Allerdings erfolgt nur eine sehr spärliche Bedienung durch vereinzelte Güter- und Sonderzüge. Die Wiedereinrichtung des SPNV ist im Nahverkehrsplan des ZVN enthalten und wurde für die Neuaufstellung des ÖPNV-Bedarfplans des Landes NRW angemeldet. In mehreren Gutachten wurde nachgewiesen, dass eine Bedienung im Stundentakt nach Ertüchtigung der Infrastruktur möglich und volkswirtschaftlich sinnvoll ist.

### Busverkehr
Im ÖPNV ist Sundern über eine Schnell- sowie eine Regiobuslinie mit dem Bahnhof Neheim-Hüsten und dem Neheimer Stadtzentrum verbunden. Eine weitere Regiobuslinie verbindet Sundern mit Arnsberg. Darüber hinaus verkehren weitere Buslinien zur Erschließung der umliegenden Orte.

### Ehemaliger Segelflugplatz
Von 1955 bis 2006 gab es das Segelfluggelände Sundern-Seidfeld beim Dorf Seidfeld.

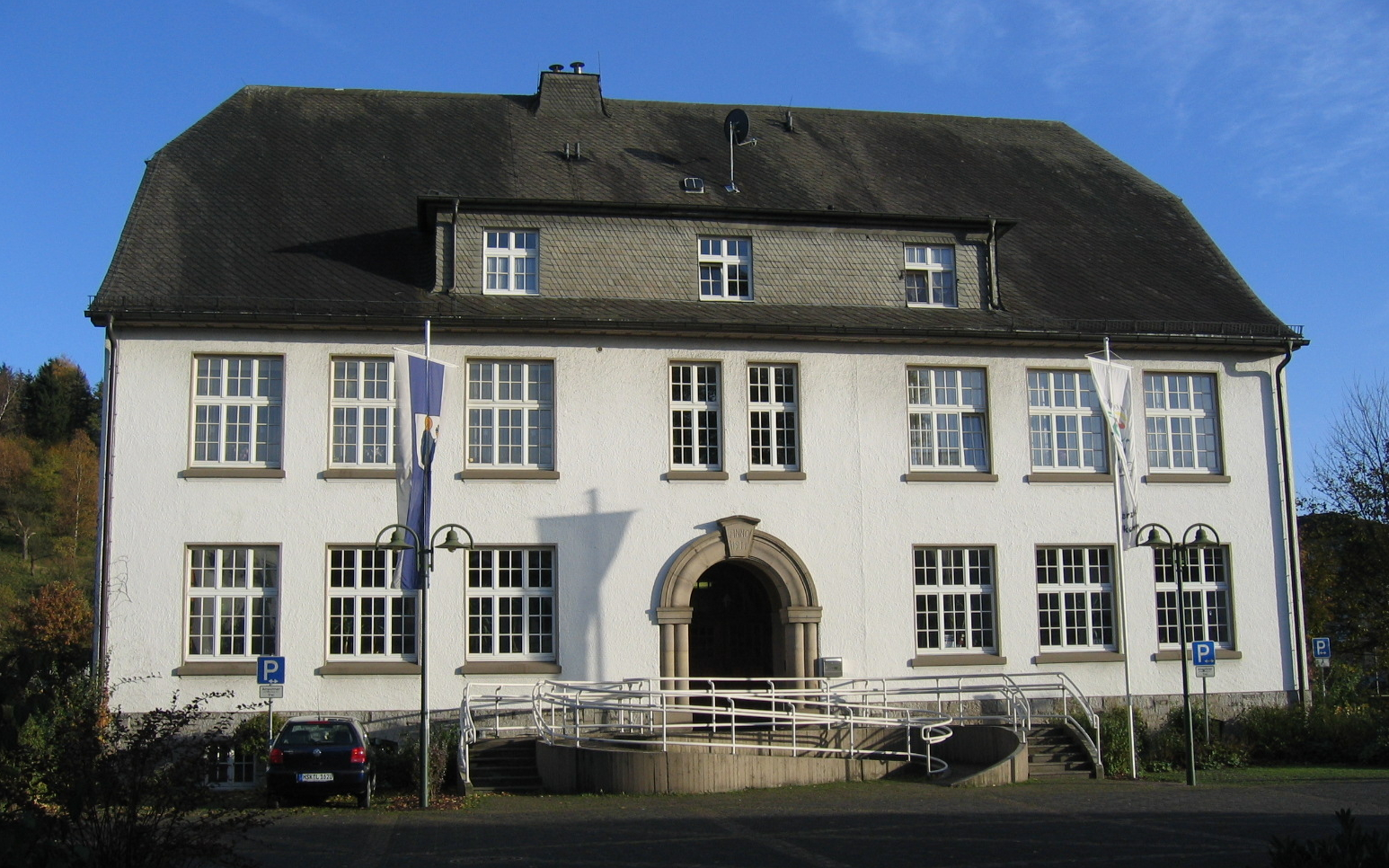
Alte Johannesschule (1911)

## Bildung
In Sundern gibt es ein Schulzentrum, zu dem seit August 2008 eine Gemeinschafts-Hauptschule (nach Zusammenlegung der zwei Hauptschulen), die Realschule (1925 als Rektoratsschule gegründet) und das 1970 gegründete Städtische Gymnasium Sundern (SGS) gehören.
Mitte des vergangenen Jahrhunderts gab es im Stadtgebiet der heutigen Stadt Sundern in fast jedem Dorf mit heute mehr als 500 Einwohnern eine Schule. So gab es um 1960 Grund- oder Volksschulen in Amecke, Allendorf, Endorf, Enkhausen, Hachen, Hagen, Hellefeld, Hövel, Kloster Brunnen, Langscheid, Linnepe, Stockum, dem zentralen Stadtteil Sundern und Westenfeld.
Sukzessive wurden Grundschulen mangels Schülerschaft geschlossen und zusammengelegt. Im Jahr 2013 gab es nunmehr sieben Grundschulen mit neun Standorten: Die Johannesschule Sundern, die Marienschule Sundern, die kath. Grundschule Allendorf, die Pankratiusschule Stockum mit Teilstandort Sebastianschule Endorf, die Grundschule Altes Testament mit Hauptstandort Hellefeld und Teilstandort Westenfeld, die kath. Grundschule Hachen und die Antoniusschule Langscheid.
Aufgrund von weiterhin sinkenden Geburtenzahlen fuhr die Grundschulschließung und -zusammenlegung in der Stadt Sundern weiter fort. Die Antoniusschule Langscheid wurde geschlossen, an ihrem Standort befindet sich heute die private Freie Schule am See. Der Teilstandort Endorf des Grundschulverbandes Stockum-Endorf wurde aufgegeben, die Pankratiusschule Stockum wurde deshalb in Sebastianschule Stockum umbenannt. Der Teilstandort Westenfeld der Grundschule Altes Testament wurde aufgegeben, ihr ehemaliger Hauptstandort Hellefeld wurde als Teilstandort an die Marienschule angegliedert.
Durch Teilstandorte wird die Problemstellung einer Mindestanzahl von Schülern umgangen, indem eine schülerschwache Schule an eine schülerstarke Schule angegliedert wird. Nebenstandorte haben aktuell eine etwa halb so hohe Mindestschülerzahl wie Hauptstandorte.
Somit gibt es in der Stadt Sundern aktuell fünf städtische Grundschulen an sechs Standorten sowie die offiziell als Ersatzschule anerkannte private Freie Schule in Langscheid.
Die ehemalige Dietrich-Bonhoeffer-Schule, eine Förderschule mit Schwerpunkt Lernen, wurde ebenfalls mangels Bedarfs wegen der voranschreitenden Inklusion von Menschen mit Behinderung in reguläre Grundschulen geschlossen.
Von überlokaler Bedeutung ist das Bildungszentrum Sorpesee des Hochsauerlandkreises im Ortsteil Langscheid.

## Persönlichkeiten

### Ehrenbürger
Die Ehrenbürger der Stadt Sundern und ihrer ehemaligen Gemeinden:
- Josef Schulte (Gemeinde Stemel)
- Werner Schulte (* 3. April 1940, Recklinghausen)
- Joseph Evers (1894–1975) (Freiheit Hachen)
- Augustinus Brechting, Dechant (Freiheit Hachen)
- Clemens Schulte (Freiheit Hachen)
- Johannes Sauer (Stadt Allendorf)
- Franz Schmitz-Schnieders (Freiheit Sundern)
- Johannes Scheffer-Hoppenhöfer (Freiheit Sundern)
- Josef Brumberg (Freiheit Sundern)
- Theodor Horn (Freiheit Sundern)
- Schwester Haberilla (Freiheit Sundern)
- Schwester Kunibalda (Stadt Allendorf)
- Heinrich Lübke (* 14. Oktober 1894 in Enkhausen; † 6. April 1972 in Bonn), Bundespräsident (Freiheit Sundern)
- Franz-Josef Tigges (* 14. April 1933 in Sundern; † 4. April 2001), 1969 bis 1999 Bürgermeister von Sundern (Stadt Sundern)
- Franz Müntefering (* 16. Januar 1940 in Neheim), aufgewachsen in Sundern, Politiker der SPD, bis 2007 Bundesminister für Arbeit und Soziales und Vizekanzler, von Oktober 2008 bis November 2009 Bundesvorsitzender der SPD
- Ferdinand Tillmann (* 27. Juni 1932 in Sundern), ehemaliger Landrat des Kreises Arnsberg und von 1972 bis 1994 Mitglied des Deutschen Bundestages[28]
- Johannes Dröge (* 25. März 1931; † 25. Dezember 2024), Bildhauer[29]

### Ehrenringträger
- Hermann Willeke (* 19. Oktober 1929 in Hagen; † 27. September 2017 in Arnsberg), 1948 seine Ausbildung zum Verwaltungsdienst beim Amt Sundern begonnen; zuletzt 1975 – 1994 Stadtdirektor der Stadt Sundern

### Söhne und Töchter der Stadt
- Johannes Franz Becker (1689–1777), römisch-katholischer Pfarrer und Montanunternehmer
- Josef Bergenthal (1827–1887) Maler, wanderte 1863 in die USA aus
- Josef Kleinsorge (1878–1945), Schuldirektor, NS-Opfer
- Friedrich Wilhelm Lübke (1887–1954), Bruder von Heinrich Lübke, Politiker (CDU), war zunächst Kapitän, dann Landwirt, von 1951 bis 1954 Ministerpräsident des Landes Schleswig-Holstein.
- Heinrich Lübke (1894–1972), Politiker (CDU), Mitglied des preußischen Landtags (Zentrum) von 1931 bis 1933, Ernährungs- und Landwirtschaftsminister von Nordrhein-Westfalen (1947–1952), Mitglied des Deutschen Bundestages 1949/50 und dann wieder ab 1953, seit 1953 Bundesminister für Ernährung, Landwirtschaft und Forsten, Bundespräsident von 1959 bis 1969.
- Alphons Biermann (1906–1977), Bildhauer
- Rudolf Kaiser (* 1927), Professor für Anglistik und Indianerforscher
- Ferdinand Tillmann (* 1932), Unternehmer und Politiker (CDU), Mitglied des Deutschen Bundestages
- Bernhard Tillmann (* 1939), Mediziner, Anatom, Hochschullehrer
- Erhard Ahmann (1941–2005), Fußballspieler und Trainer
- Hans-Werner Bierhoff (* 1948), Psychologe und Hochschullehrer
- Berthold Tillmann (* 1950), Politiker und von 1999 bis 2009 Oberbürgermeister der Stadt Münster
- Hermann-Josef Schmalor (* 1951), Bibliothekar
- Dieter Korn (* 1958), Geologe und Paläontologe
- Julian Schwermann (* 1999), Fußballspieler

sowie aus Hellefeld
- Hermann Ernst Plassmann SJ (1817–1864), römisch-katholischer Theologe, Jesuit und Thomist sowie Rektor des Campo Santo Teutonico
- Hugo Aufderbeck (1909–1981), römisch-katholischer Theologe, Bischof und Apostolischer Administrator im Bischöflichen Amt Erfurt-Meiningen

### Persönlichkeiten, die in der Stadt gewirkt haben
- Hans-Georg Walther (1916–2010), Maler und Fotograf
- Franz Müntefering (* 1940), seit 1975 Mitglied des Deutschen Bundestags, Minister für Arbeit, Gesundheit und Soziales des Landes Nordrhein-Westfalen (1992–1995), Bundesminister für Verkehr, Bau- und Wohnungswesen (1998–1999), MdB, MdL, Generalsekretär und Fraktionsvorsitzender, Vorsitzender der SPD (2004–2005), Vizekanzler der Großen Koalition und Bundesminister für Arbeit und Soziales (2005–2007), von März 2004 bis November 2005 und von Oktober 2008 bis November 2009 Parteivorsitzender der SPD
- Werner Pieper (* 1948) in Meschede, Autor und Verleger
- Hans-Werner Ehrenberg (* 1952), Politiker, von 1980 bis 2012 Lehrer in Sundern, von 2012 bis 2013 Mitglied des deutschen Bundestages
- Meike Kordes (* 1973)  Filmproduzentin
- Alexandra Kordes (* 1969) Filmproduzentin